# Saint-Jouin-de-Milly
Saint-Jouin-de-Milly korábbi község Franciaország Új-Aquitania régiójában, Deux-Sèvres megyében.
Lakosainak száma 201 fő (2018. január 1.). Saint-Jouin-de-Milly Courlay, La Forêt-sur-Sèvre és Moncoutant községekkel határos.
2019. január 1-jén öt másik korábbi községgel egyesült és az így létrejött Moncoutant-sur-Sèvre új község része lett.

## Népesség
A település népessége az elmúlt években az alábbi módon változott:
| Lakosok száma | 196  | 190  | 197  | 196  | 201  |
|               | 2013 | 2015 | 2016 | 2017 | 2018 |